# Londýnská polyglota

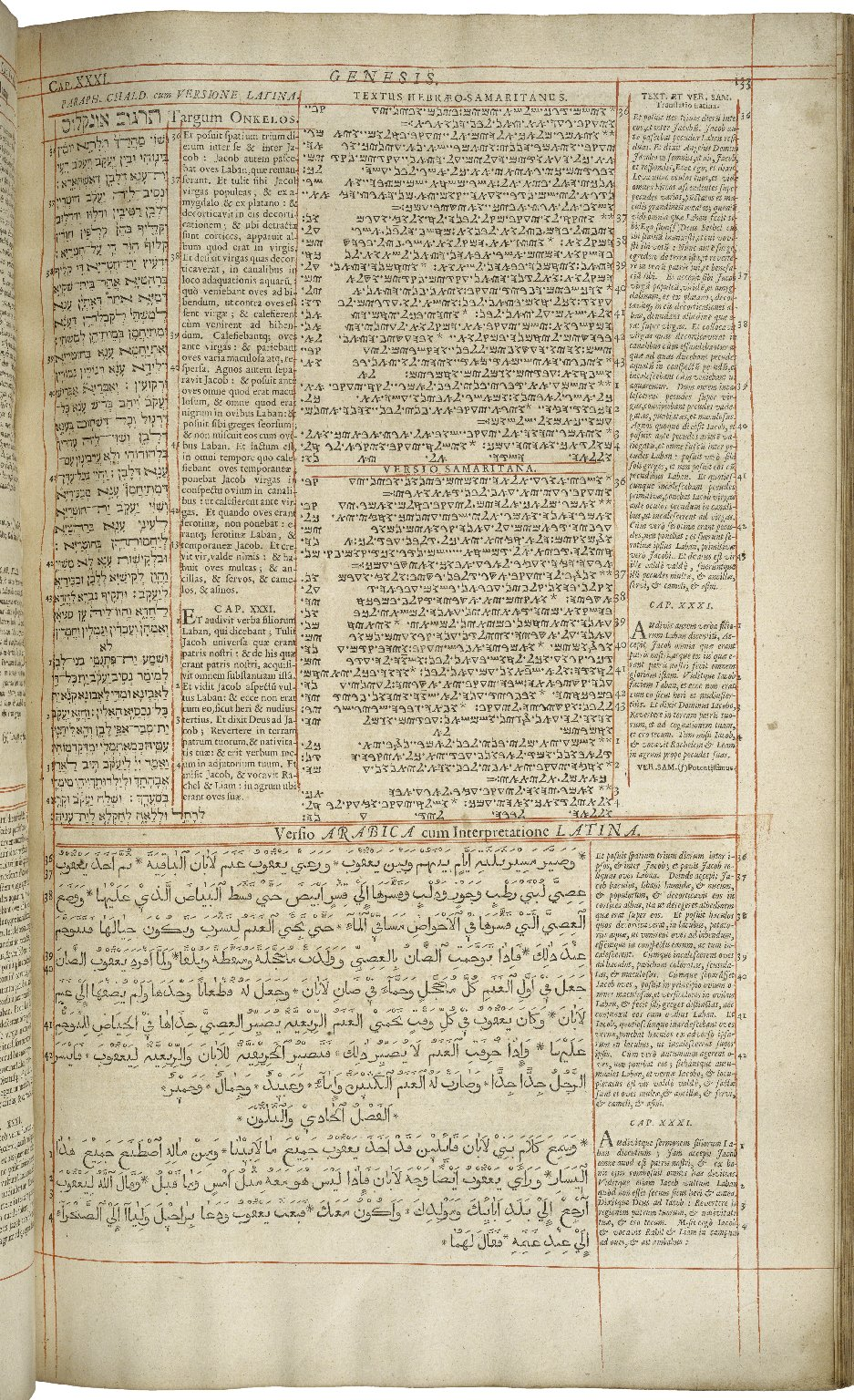
Londýnská (Waltonova) polyglota

Londýnská polyglota, jedna z polyglot (vícejazyčných biblí) 16. a 17. století, snad největší a nejbohatší. Měla celkem 8 svazků, které byly vydány v rozmezí let 1657-1669. Z hlediska textové kritiky byla nejpropracovanější, a tedy nejvýznamnější. jejím vydavatelem byl Brian Walton. Jeho spolupracovníky byli John Lightfoot, Edmund Castell, Thomas Hyde, Dudley Loftus, Abraham Wheelocke, Thomas Greaves, Samuel Clarke a Edward Pococke.
Londýnská polyglota obsahovala: 
- vokalizovaný hebrejský text Starého zákona;
- řecký text Nového zákona;
- opravenou Vulgátu;
- dochované fragmenty Italy (tj. Vetus Latina);
- Septuagintu s odlišnými čteními podle Alexandrijského kodexu;
- Pešittu;
- targúmy;
- perský Pentateuch a evangelia;
- etiopskou verzi žalmů, Písně písní a Nového zákona.

Každá z těchto verzí byla opatřena nezávislým latinským překladem. Kromě toho byl součástí Londýnské polygloty (v posledních dvou svazcích) Castellův Lexicon Heptaglotton (1669): hebrejský, aramejský, syrský, samaritánský, etiopský a arabský. 